# 贯君
贯君（又名：应君）真名不详，（1980年9月27日—）北京美悦玺美容技术有限公司法人，海航集团大股东。

## 持股海航集团1年
贯君在海航的股份是通过以下两家分别在开曼群岛和香港注册的公司持有的：Pan American Aviation Holding和千江源投资(Headstreams Investment)。这两家公司此前由在香港生活的航空业商人巴拉特·拜斯(Bharat Bhise)拥有，拜斯将海航介绍给其最知名的投资者乔治·索罗斯(George Soros)。海航行政总裁谭向东接受英国《金融时报》访问时亦表示，贯君曾经持有过海航股份。

## 被指是王岐山家人
据《纽约时报》2017年7月25日报道，海航集团表示，前不久，它最大的股东、一个名叫贯君（音）的中国私营商人突然把他在该公司持有的30%的股份捐给了在美国注册的非营利机构。有些文件表明，近几年，其近30%的股权转向了巴拉特·拜斯(Bharat Bhise)控制的几家离岸公司或商人贯君。拜斯是该公司的长期顾问，经营Bravia Capital公司。